# Euepalpus vestitus
Euepalpus vestitus là một loài ruồi trong họ Tachinidae.